# Church for All Nations

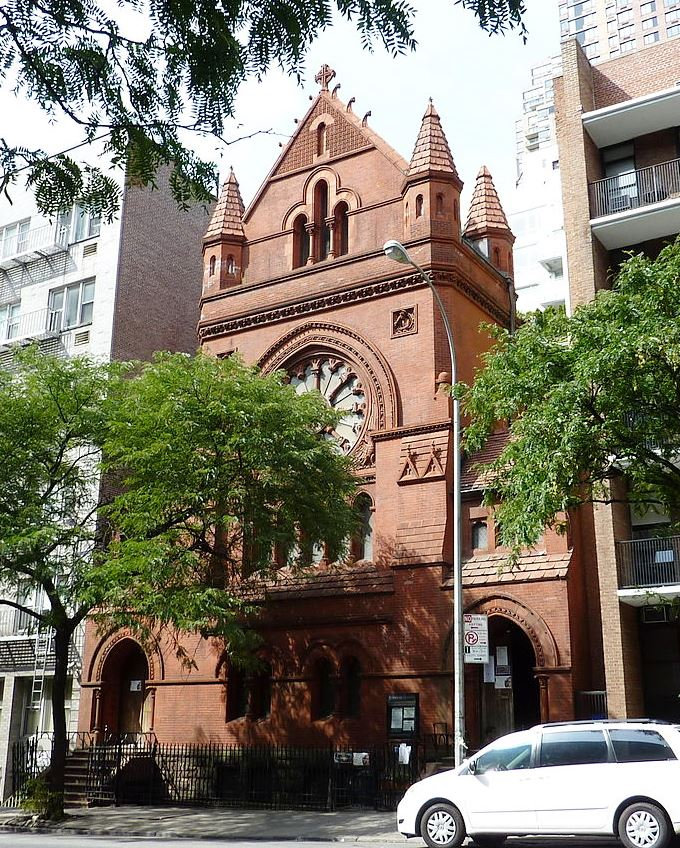
Die Church For All Nations

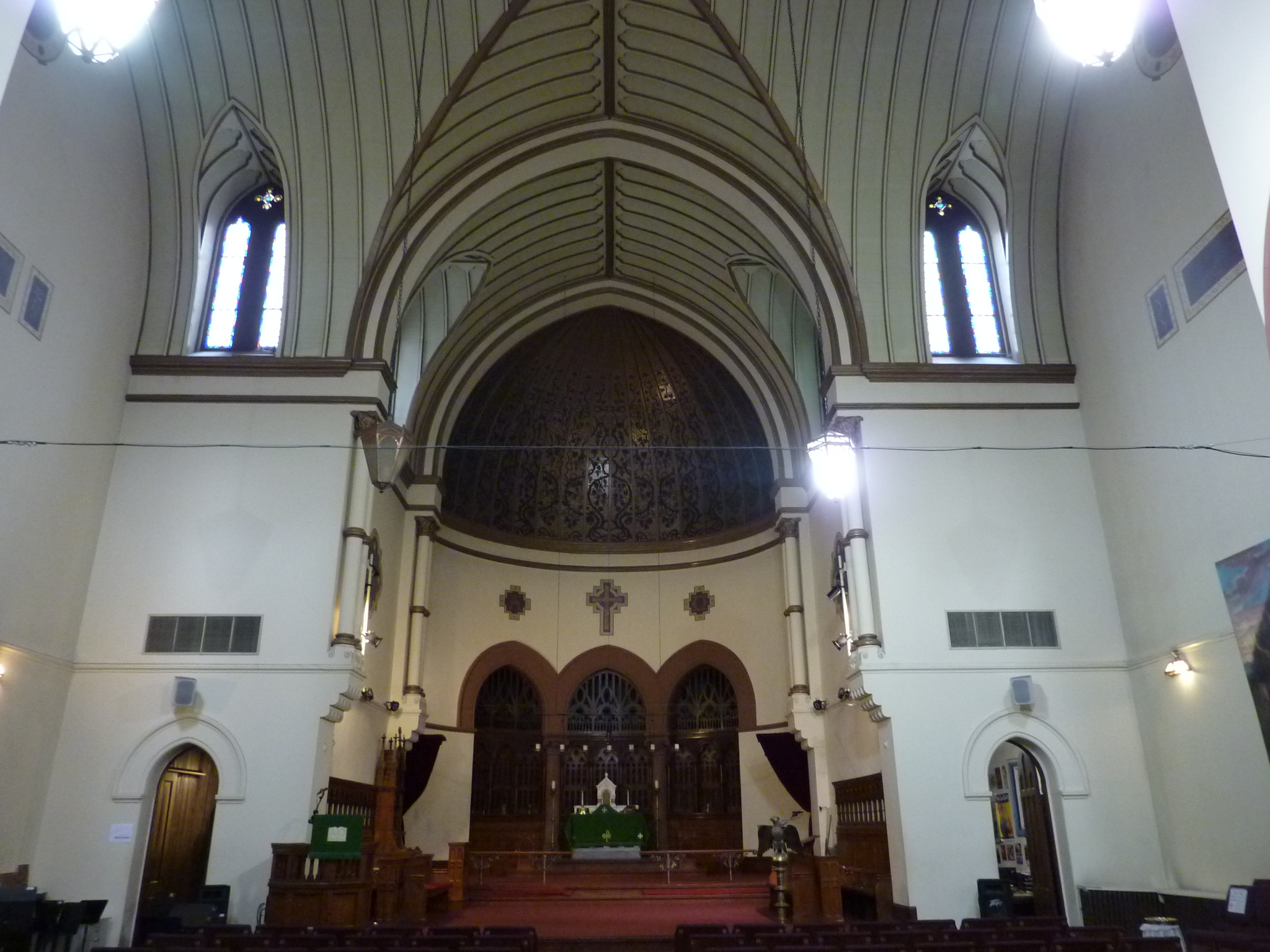
Blick zum Chor

Die Church for All Nations ist eine evangelisch-lutherische Gemeindekirche. Sie befindet sich in der 57. Straße südwestlich des Columbus Circle im New Yorker Stadtteil Hell’s Kitchen, Manhattan. Die Gemeinde gehört zur Lutheran Church – Missouri Synod.

## Geschichte
Das Kirchengebäude wurde 1886/87 durch den Architekten Francis Hatch Kimball im Stil der viktorianischen Neugotik für eine Katholisch-apostolische Gemeinde errichtet. In den 1990er Jahren konnte die Gemeinde das Gebäude nicht mehr unterhalten und verschenkte es 1995 an die lutherische Life Journey Ministries. 1997 wurde das Gebäude umbenannt in Church for All Nations.